# 半大統領制

黄色の国が半大統領制に分類されることがある。

半大統領制（はんだいとうりょうせい、英: semi-presidential system）とは、議院内閣制の枠組みを採りながら、元首として大統領を有する政治制度。

## 概説
半大統領制は議会と政府との関係の点から見た政治制度の分類の一つで、議院内閣制の枠組みを採りながら大統領が大きな権限を持つ政治制度である。広義では大統領制に分類されており、首相を除いて議員と政府の役職は兼務できない。

### 定義
フランスの政治学者モーリス・デュヴェルジェは、半大統領制の条件として以下の3点をあげている。
1. 選挙で選出される大統領がいること
2. 大統領が憲法上大きな権限を持っていること
3. 議会の過半数の支持により成立する首相と内閣があること（首相の選出や信任・不信任の決定は議会が行い、大統領の首相任免権は形式的なものである）

但しデュヴェルジェによる半大統領制の定義は、大統領の選出方法や国家元首の権限など、著作ごとに変化していることが指摘されている。半大統領制をデュヴェルジェが提唱した1970年の"Institutions politiques et droit constitutionnel"では、国家元首の直接選挙を特徴にフランス、フィンランド、オーストリアを例示していたが、フィンランドでは選挙人団による間接選挙が行われていた。また、大統領権限での定義が曖昧な問題もあり1980年のデュヴェルジェの論文でも、大統領は「かなり重要な諸権限（quite considerable powers）」を持つという曖昧さを残したもので研究者によって判断が分かれる結果となった。ドイツやインドのように職制上は大統領を頂く国家でも、それが完全に儀礼的存在である場合には純粋な議院内閣制と同一視される。

### イタリアの場合
イタリアの大統領は議会上下両院の議員と地方代表による間接選挙で選出され、国家元首としての権威はあっても行政や軍事に関する権限は首相のもとにある。また、首相を任命するのは大統領であるが、通常は議会が指名した者をそのまま任命するため、首相を指名する実質的な権限は議会が持っている。このように大統領の権限は首相に比べて限定的であるため、イタリアの政体は議院内閣制に分類されることが多い。
一方で、イタリアの大統領は実質的な権限も持っている。憲法上は、大統領が独断で議会を解散させたり、議会に議席を持たない民間人を首相に任命することができる。実際、大統領のこれらの権限が政治に影響を及ぼすことが度々あった。そのため、イタリアの政体は半大統領制に分類されることがある。

### フランスの場合
フランスでは第二次大戦後制定された第四共和国憲法の下で、小党が分立して不安定な政府が連続したため、1958年にド・ゴール首相のもと、議院内閣制のシステムを採りながらも大幅に大統領権限を強化した第五共和国憲法を採用した。これにより、形式的・儀礼的な権限しか持たなかった大統領は「三権の総攬者」として議会解散権・閣僚任免権・条約批准権など大幅な権限を有することとなった。大統領に大きな権限があるにもかかわらず、議院内閣制の枠組みを取っていることから「半大統領制」あるいは「大統領制的議院内閣制（presidential-parliamentary system）」と呼ばれる。このフランスの政治体制が、典型的な半大統領制と見なされている。
フランスでは大統領が首相の任免権を有するが、議会も首相の指名権・不信任権を持っているため、実際には議会の多数党から首相が選ばれるのを常としている。権限の分担としては大統領は外交政策に、首相は内政に責任を有するとされている。
なお、半大統領制における大統領と首相が対立関係にある政党から選出されている状態をコアビタシオン（cohabitation、保革共存）と呼ぶ。この状態によって、両者の性格や政治信念、両政党のイデオロギー、そして支持層からの要求などで両者の抑制と均衡が効果的に機能する場合もあれば、ひどい確執が国家の運営に大きな支障をきたす場合もある。

## 主な半大統領制の国家
先述のように、半大統領制の定義や分類については研究者によって大きな隔たりがある。本項では、フランス型の国を挙げる。
- フランス - 典型的な半大統領制。
- ウクライナ
- スリランカ
- 中華民国 - 総統（大統領）が行政院長（首相）を任命。立法院（国会）の承認は不要。総統による立法院の解散は、立法院が行政院長不信任決議を採択した場合のみ、行政院長の要請を受けた上で実施できる。
- ポルトガル
- マダガスカル
- モザンビーク
- モンゴル - 大統領は議会解散権を持たない。
- リトアニア
- ロシア - 首相は内政のみに責任を負い、外交や国防の関連省庁の所轄権限を保持しない。

など